# New Mexico State Route 264
Die New Mexico State Route 264 (kurz NM 264) ist eine State Route im US-Bundesstaat New Mexico, der in Ost-West-Richtung verläuft und als einzige größere Straße das Defiance Plateau quert.
Die State Route beginnt an der Arizona State Route 264 an der Grenze zu Arizona und endet am U.S. Highway 491. Der Highway liegt im Westen des Bundesstaates. Ab Tse Bonito ist er vierspurig ausgebaut.
Die Straße wurde in den 1930er Jahren als New Mexico State Route 68 eröffnet. In den 1960er Jahren wurde die Nummer an die AZ 264 zur Vereinheitlichung angepasst.